# Furlong

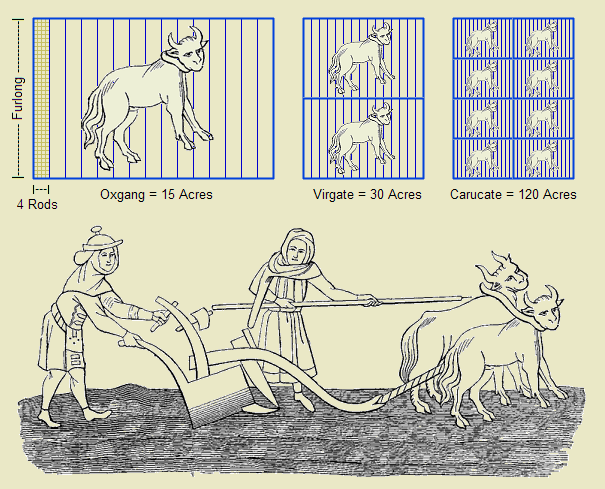
Facsimile van een middeleeuws miniatuur dat de furlong en vijf andere maten weergeeft

Een furlong is een Angelsaksische lengtemaat, die gelijkstaat aan een achtste van een mijl, oftewel 220 yard (201,168 meter). Het eenheidssymbool is fur. De furlong is afgeleid van de 'standaard'-lengte van een op het land geploegde vore. In de Nederlanden bestond de ongeveer even lange voorling.
De furlong is geen SI-eenheid en het gebruik van deze eenheid wordt daarom afgeraden.

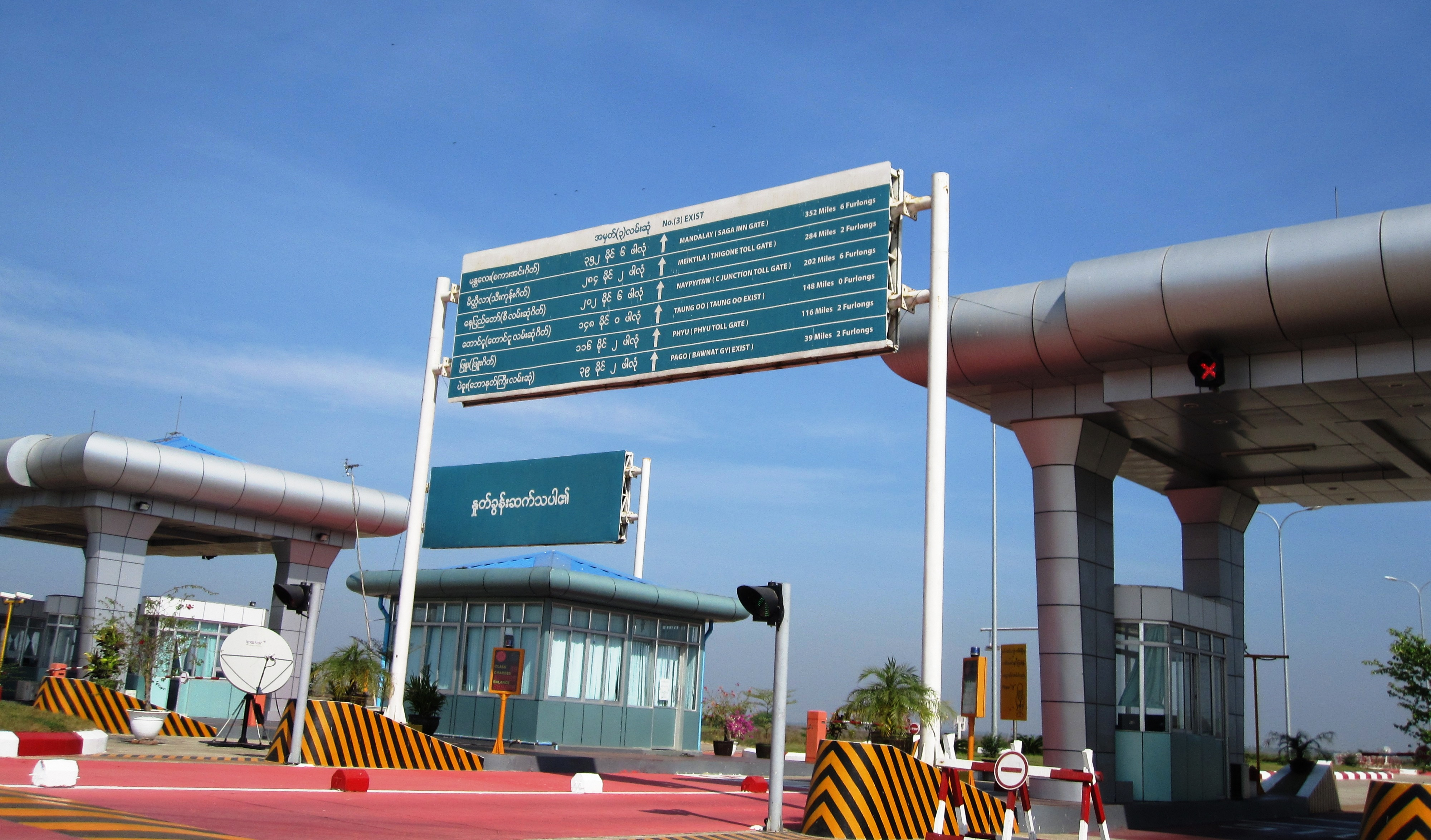
Gebruik van furlongs op een wegwijzer nabij Rangoon

De furlong is in Myanmar nog een gangbare lengtemaat, die onder andere op wegwijzers wordt gebruikt (zie afbeelding). In het Verenigd Koninkrijk vindt de furlong onder meer nog toepassing bij de paardenrennen. Ook bij het navigeren op de waterwegen door middel van narrowboats wordt nog in furlongs gemeten. 